# 曲城故城遗址
曲城故城遗址，位于山东省烟台市招远市蚕庄镇东曲城村，是中华人民共和国文物保护单位之一。
1992年6月12日，授予山东省文物保护单位，是一座古遗址。2019年10月，该遗址列入第八批全国重点文物保护单位。